# Lista de episódios de Game Shakers

## Resumo
| Temporada | Temporada | Episódios | Exibição original       | Exibição original     | Exibição no Brasil      | Exibição no Brasil    | Exibição em Portugal   | Exibição em Portugal  |
| Temporada | Temporada | Episódios | Estreia                 | Final                 | Estreia                 | Final                 | Estreia                | Final                 |
| --------- | --------- | --------- | ----------------------- | --------------------- | ----------------------- | --------------------- | ---------------------- | --------------------- |
|           | 1         | 21        | 12 de setembro de 2015  | 21 de maio de 2016    | 25 de fevereiro de 2016 | 17 de outubro de 2016 | 1 de fevereiro de 2016 | 28 de outubro de 2016 |
|           | 2         | 24        | 17 de setembro de 2016  | 4 de novembro de 2017 | 4 de novembro de 2016   | 25 de janeiro de 2018 | 22 de junho de 2020    | 7 de julho de 2020    |
|           | 3         | 18        | 10 de fevereiro de 2018 | 8 de junho de 2019    | 14 de junho de 2018     | 11 de julho de 2019   | 20 de julho de 2020    | 30 de julho de 2020   |

## 1.ª temporada (2015–2016)
- A temporada possui 21 episódios.
- Cree Cicchino, Madisyn Shipman, Benjamin Flores Jr., Thomas Kuc e Kel Mitchell estão presentes em todos os episódios.
- Nos episódios 14 e 15, Nathan Kress, de iCarly, dirigiu esses episódios, como em Henry Danger.
- No episódio Perdemos o Jogo, é possível ver que quando o professor de ciências de Babe, Kenzie e Hudson sai da sala, Babe e seus colegas assistem a outra série também criada por Dan Schneider, Drake e Josh.
- A empresa Tekmoto (do episódio Perdidos no Metrô), também participa do episódio A Vingança no Tecno Festival.

| # | #     | Título                                                                                    | Dirigido por  | Escrito por                            | Exibição original                                                     | Código de produção | Audiência (em milhões) |
| --- | ----- | ----------------------------------------------------------------------------------------- | ------------- | -------------------------------------- | --------------------------------------------------------------------- | ------------------ | ---------------------- |
| 1–2 | 1–2   | "Sky Whale (BR)" "Sky Whale (1.º Especial de Game Shakers)"                               | Steve Hoefer  | Dan Schneider Jake Farrow              | 12 de setembro de 2015 1 de fevereiro de 2016 25 de fevereiro de 2016 | 101-102            | 1,98                   |
| Depois de criar um aplicativo de jogo chamado Sky Whale para o seu projeto de ciências na Sugar Hill High School (que passa a ser o jogo Número 1), as parceiras de trabalho Babe e Kenzie iniciam uma empresa de jogo chamada Game Shakers com seu amigo Hudson, no Brooklyn. No entanto, o rapper Double G decide processá-las depois de saber que elas usaram sua nova música no jogo com nenhum acordo feito. Isto leva Bunny, Ruthless, Becker, Scottie, e os outros para enfrentarem Babe e Kenzie na Game Shakers. Quando Babe e Kenzie são incapazes de pagar Double G, mesmo depois que ele interrompe sua aula de ciências, ele acaba tomando posse de tudo na empresa, graças a uma ordem judicial que ele tem. A fim de fazer as coisas direito e vendo que Triple G gosta de jogar jogos, Babe e Kenzie contratam Double G como seu sócio e contratam Triple G como consultor de jogos. Na cena final, Double G canta sua nova canção "Drop Dat What" na inauguração de Game Shakers, também com Babe e Kenzie. Estrelas Convidadas: Shel Bailey como Ruthless, Regi Davis como Sr. Sammich, Ray Ford como Becker, Bubba Ganter como Bunny. |       |                                                                                           |               |                                        |                                                                       |                    |                        |
| 3 | 3     | "Jaqueta Sumida, Pombos Caídos (BR)" "Lost Jacket, Falling Pigeons"                       | Russ Reinsel  | Dan Schneider Richard Goodman          | 19 de setembro de 2015 9 de março de 2016 10 de março de 2016         | 104                | 1,945                  |
| Quando Double G dá o dinheiro para Babe e Kenzie pelo sucesso de Sky Whale, Babe compra uma jaqueta nova e Kenzie compra uma melancia quadrada. No entanto, Babe depois perde sua jaqueta no metrô e procura na sala de achados e perdidos da estação de metrô. Enquanto isso, um bando de pombos entra na sede da Game Shakers. Estrelas Convidadas: Shel Bailey como Ruthless, Bubba Ganter como Bunny. |       |                                                                                           |               |                                        |                                                                       |                    |                        |
| 4 | 4     | "Perdemos o Jogo (BR)" "Dirty Blob"                                                       | Adam Weissman | Dan Schneider Sean Gill Jana Petrosini | 26 de setembro de 2015 9 de março de 2016 17 de março de 2016         | 105                | 1,80                   |
| Babe e Kenzie criam um novo jogo chamado Dirty Blob. A equipe engana a professora particular do Triple G, para que ele possa testar o jogo e, mais tarde, Kenzie revela para Double G que Triple G enrolou sua professora. Double G diz a Triple G que se ele fizer mais uma travessura, ele será expulso da Game Shakers e será mandado para um colégio interno, em Utah. No entanto, quando Hudson e Triple G decidem jogar um jogo, e acidentalmente quebram o laptop de Kenzie, juntamente com uma cópia de Dirty Blob, a equipe terá de entrar no escritório de Double G para pegar a última cópia do jogo antes de serem descobertos. Estrelas Convidadas: Sheldon Bailey como Ruthless, Bubba Ganter como Bunny, Regi Davis como o Sr. Sammich. |       |                                                                                           |               |                                        |                                                                       |                    |                        |
| 5 | 5     | "Um Robô Assustador (BR)" "MeGo the Freakish Robot"                                       | Steve Hoefer  | Dan Schneider Jake Farrow              | 3 de outubro de 2015 3 de março de 2016 24 de março de 2016           | 106                | 1,44                   |
| Miles e Sharon, duas pessoas de Robotamus Technologies, uma empresa em Londres, chegam com um robô chamado MeGo. As pessoas da empresa querem que façam um jogo baseado no robô, mas MeGo se obceca por Hudson, e despreza Triple G porque fez Hudson sair com ele e Double G. |       |                                                                                           |               |                                        |                                                                       |                    |                        |
| 6 | 6     | "Tiny Pickles (BR)" "Tiny Pickles"                                                        | Adam Weissman | Dan Schneider Jake Farrow              | 10 de outubro de 2015 3 de março de 2016 17 de março de 2016          | 103                | 1,60                   |
| Os Game Shakers tem um jogo novo pronto chamado Creature Crunch, mas quando vão dizer o nome do jogo no Show da Helen, Double G diz que o nome é Tiny Pickles, um jogo baseado em seu recente sonho maluco. A empresa cria o jogo, mas é muito ruim. Double G, em seguida, revisita O Show da Helen para dizer que Tiny Pickles não é o nome do jogo, mas antes que ele possa falar, Babe, Kenzie, Hudson e Triple G vão ao show e revelam que eles editaram Creature Crunch para Tiny Pickles. Estrelas Convidadas: Yvette Nicole Brown como Helen (de Drake & Josh), Shel Bailey como Ruthless, Matt Bennett como Ele Mesmo (de Victorious), Regi Davis como Sr. Sammich, Bubba Ganter como Bunny. Aparição: Christopher Cane como Rex Shapiro (também de Victorious). |       |                                                                                           |               |                                        |                                                                       |                    |                        |
| 7 | 7     | "Trip Assustado (BR)" "Scared Tripless"                                                   | David Kendall | Dan Schneider Sean Gill Jana Petrosini | 24 de outubro de 2015 17 de março de 2016 4 de abril de 2016          | 108                | 1,67                   |
| Todo halloween Double G prega uma peça em Triple G de várias formas, só que Trip está cansado dessas brincadeiras e ele quer fazer algo á respeito. |       |                                                                                           |               |                                        |                                                                       |                    |                        |
| 8 | 8     | "O Sumiço do Avião (BR)" "Trip Steals the Jet"                                            | Russ Reinsel  | Dan Schneider Richard Goodman          | 7 de novembro de 2015 30 de março de 2016 31 de março de 2016         | 107                | 1,63                   |
| As crianças pegam o jato particular de Double G para levar os amigos ricos do Triple G, Landru e Pompay. Depois que os pilotos saltam do avião, as crianças devem aterrissar o jato eles mesmos. Quando eles aterrissam o jato, Landru e Pompay dizem a Triple G deixar Babe, Kenzie e Hudson, e sair com eles em vez disso, mas Triple G fica com os Game Shakers e deixa Landru e Pompay. Depois, Babe, Kenzie, Hudson e Triple G, terão de correr para evitar a ira de Double G. Estrelas Convidadas: Shel Bailey as Ruthless, Bubba Ganter as Bunny, Jacob Hopkins como Landru, Jackie Jacobson como Pompay. |       |                                                                                           |               |                                        |                                                                       |                    |                        |
| 9 | 9     | "Perdido no Metrô (BR)" "Lost on the Subway"                                              | David Kendall | Dan Schneider Jake Farrow              | 14 de novembro de 2015 5 de abril de 2016 20 de julho de 2016         | 109                | 1,31                   |
| Os Game Shakers criam um novo jogo chamado Punchy Face, que chega à Tekmoto, uma empresa de jogos que solicita uma reunião com os Game Shakers. Devido a uma parada de táxi, Babe, Kenzie, Triple G e Hudson devem pegar o metrô; no entanto, Hudson esquece as luvas de boxe, então Babe e Kenzie mandam ele e Triple G para pegar de volta as luvas de boxe. Infelizmente, Triple G e Hudson ficam perdidos no metrô, e Double G fica com problemas. Double G vai procurá-los, deixando Babe e Kenzie para enrolar os executivos da empresa Tekmoto. Depois, Babe improvisa fazendo luvas de boxe (um sutiã com pão recheado dentro). A empresa se impressiona e faz um acordo com a Game Shakers. |       |                                                                                           |               |                                        |                                                                       |                    |                        |
| 10 | 10    | "Você Apostou o Bunny (BR)" "You Bet Your Bunny"                                          | Russ Reinsel  | Dan Schneider Richard Goodman          | 21 de novembro de 2015 6 de abril de 2016 1 de agosto de 2016         | 110                | 1,66                   |
| Babe perde para Todd, um garoto competitivo, no Sky Whale. Por si só não é grande coisa: No entanto, uma aposta foi feita que se Babe ganhar, Todd teria que andar de metrô de cueca, e se Todd ganhar, Double G teria dado o Bunny para Todd. Babe, mais tarde, desafia Todd para uma revanche, mas Todd torna mais interessante quando ele muda o desafio para um jogo de briga de galo lutando com dois urso zappers, em que duas pessoas carregam os desafiantes em seus ombros enquanto os desafiantes tentam derrubar uns aos outros. Se Babe ganha, Todd deve retornar Bunny para os abanadores de jogo; no entanto, se o Todd ganhar, Kenzie deve dar Todd sua doninha de bolso. |       |                                                                                           |               |                                        |                                                                       |                    |                        |
| 11 | 11    | "O Reggae de Natal" "A Reggae Potato Christmas"                                           | Steve Hoefer  | Dan Schneider Sean Gill Jana Petrosini | 28 de novembro de 2015 dezembro de 2016 20 de dezembro de 2016        | 111                | 1,60                   |
| Duble G está preparando um Natal especial como batata de Reggae, e os produtores convidam os Game Shakers para participar dele. No entanto, vai tudo errado quando a cabeça do Duble G pega fogo durante o número de abertura. A fim de manter o espectáculo, as crianças fazem nos desenhos que Duble G era suposto para aparecer na. Ruthless e Bunny mais tarde parão Duble G no corredor e colocaram uma toalha na cabeça dele, que coloca o fogo em sua cabeça antes de reacender novamente; no entanto, eles mais tarde encontrem G duplo novamente e transformá-lo de cabeça para baixo e colocou a cabeça na areia, que coloca o fogo novamente. Double G consegue torná-lo no palco, assim como a canção final está começando; Infelizmente, como a música está acabando, a cabeça mais uma vez reacende. |       |                                                                                           |               |                                        |                                                                       |                    |                        |
| 12 | 12    | "Torta Envenenada (BR)" "Poison Pie"                                                      | Russ Reinsel  | Dan Schneider Richard Goodman          | 9 de janeiro de 2016 8 de abril de 2016 6 de setembro de 2016         | 113                | 1,68                   |
| Babe e Kenzie querem fazer as pazes com seu vizinho depois ele ligou e reclamou do barulho que eles fazem na loja. Eles fazem-lhe uma torta, o que faz com que ele adoecer e chamar a polícia neles. Enquanto isso, Duble G e Triple G investigam se o vizinho viu se alguma coisa pode ter causado o médico ficar doente. Amor é obrigado a provar a torta de pessego para que a polícia vai acreditar que a torta não é contaminada, que deixa Babe assustado no primeiro por causa de um evento desconhecido que a levou a odiar os pessegos. No entanto, quando ela come a torta Babe completamente esquece seu desagrado de pessegos e acaba gostando deles. No escritório do doutor, todo mundo aprende que não era a torta que quase matou o médico, mas a urina da tartaruga na água pepino. |       |                                                                                           |               |                                        |                                                                       |                    |                        |
| 13 | 13    | "Os Penetras (BR)" "Party Crashers"                                                       | Adam Weissman | Dan Schneider Jake Farrow              | 16 de janeiro de 2016 7 de abril de 2016 5 de setembro de 2016        | 112                | 1,58                   |
| Babe e planos de Kenzie para pendurar com Mason estão arruinados quando Bunny e Ruthless invadir uma festa de aniversário; Dub usa Hudson para fazer a viagem com ciúmes quando viagem escolhe trabalho sobre sair com ele. |       |                                                                                           |               |                                        |                                                                       |                    |                        |
| 14 | 14    | "Prêmio Poder Feminino (BR)" "The Girl Power Awards"                                      | Adam Weissman | Dan Schneider Jake Farrow              | 23 de janeiro de 2016 10 de maio de 2016 8 de setembro de 2016        | 116                | 1,60                   |
| Babe e Kenzie são convidados para um show de prêmios, e triplo G e Hudson estão tristes que não podem ir, assim que se vestem como meninas. Mais tarde no show de prêmios, Kenzie percebe que os meninos só estão usando isto para conhecer raparigas. Quando Babe e Kenzie empatarem com outro par de meninas para a categoria de novos negócios de meninas, os meninos querem lutar pelo troféu. Babe e Kenzie fazem um plano com as outras garotas e como eles estão prestes a lutar cada um com o outro, mudar de direção e atacar os rapazes. Só então, Double G e seus guarda-costas chegam e duplo G afirma que não é trabalho das meninas para os meninos uma lição, é o trabalho do Bunny e do Ruthless. Notas: - Esse episódio foi o primeiro a ser gravado, depois da estreia de "Sky Whale" nos Estados Unidos |       |                                                                                           |               |                                        |                                                                       |                    |                        |
| 15 | 15    | "Um Emprego para Jimbo (BR)" "A Job for Jimbo"                                            | Nathan Kress  | Dan Schneider Sean Gill Jana Petrosini | 30 de janeiro de 2016 21 de abril de 2016 7 de setembro de 2016       | 115                | 1,80                   |
| Double G está ansioso para fazer um dueto com um cantor lendário chamado Diana DeVane. Em troca desta oferta, ela tem Dougle G Babe, Kenzie e Hudson contratar passo-neto dela Jimbo a trabalhar para eles. Estrelas convidadas: Shel Bailey como implacável, Regi Davis como o Sr. Sammich, Bubba Ganter como coelhinha, Justin Giddings como Jimbo, Indira G. Wilson como Diana DeVane Notas: - Nathan Kress, o Freddie de iCarly dirige esse episódio e o "Explosão de Tubarão" |       |                                                                                           |               |                                        |                                                                       |                    |                        |
| 16 | 16    | "Explosão de Tubarão (BR)" "Shark Explosion"                                              | Nathan Kress  | Dan Schneider Seth Kurland             | 6 de fevereiro de 2016 12 de maio de 2016 15 de setembro de 2016      | 118                | 1,54                   |
| A mãe de Triple G, Jackie, está vindo para levá-lo para ver os fogos de artifício no iate do família; no entanto, dois G tem problemas com ela e se recusa a vê-la, indo como longe a ponto de chamá-la de um monstro e folhas Shakers jogo depois vem lá e assustando as crianças. Mais tarde, quando dois G também quer levar o iate para uma pescaria e descobre que Jackie é também nele, ele torna-se irritada. De acordo com Jackie, no entanto, ambos têm a custódia do iate e quem quiser usá-lo deve e-mail companhia uma semana em avançado. Isto mesmo é confirmado pelo coelho e Ruthless olhando um iPad, mas dois G lançá-lo ao mar. Querida surge com um plano assim todos ganham em que Double G, coelho, e Ruthless pode pescar no caminho para os fogos de artifício. Mais tarde, quando dois G descobre que um mega-tubarão que ele ouviu lavado em terra, mais cedo vai explodir, ele insiste que o Capitão levá-los para a ilha do fogo, apesar de um aviso no rádio para ficar pelo menos uma milha de distância, porque o tubarão mega-será preenchido com um monte de dinamite. Quando o Capitão se recusa, duplo G tem Ruthless amarrá-lo e toma conta do barco. Devido ao aumento repentino da velocidade, no entanto, uma asa que Hudson amarrado ao tornozelo do Kenzie antes quando ele tinha que urinar sobe no ar e começa a puxar Kenzie com ele devido a Kenzie, sendo uma prova de roupa. Babe e Bunny conseguem segurá-la no lugar enquanto Triplo G pegou uma faca e corta a asa solta. Isto entristece Hudson quem chama a polícia para relatar um papagaio desaparecido chamado Hank, o que provoca confusão no primeiro quando o operar acredita que ele é uma pessoa real. Enquanto isso, o iate está também perto do raio de explosão e todos estão em perigo, como pedaços de tubarão começam voar para baixo. Toda a gente consegue evitar ou abrigar-se dos pedaços, exceto dois G, que se recusa a se mover. Um pedaço de tubarão percute duplo G na parte de trás da cabeça, causando-lhe a cair na água. Ruthless tenta lançar um dispositivo de flutuação para ele, mas jogá-lo longe demais. Jackie-os saltos no e salva no, mas quase empurra apoiá-lo quando ele se recusa a lhe agradecer. No entanto, kite de Hudson aparece e bate G dupla volta para a água, causando a Jackie precisa salvá-lo novamente, já que ela já está molhada. Notas: - Esse episódio também pode ser chamado de "Tubarão Pelos Ares" |       |                                                                                           |               |                                        |                                                                       |                    |                        |
| 17 | 17    | "Nasty Goats (BR)" "Nasty Goats"                                                          | David Kendall | Dan Schneider Seth Kurland             | 20 de fevereiro de 2016 9 de maio de 2016 13 de setembro de 2016      | 114                | 1,68                   |
| Os Game Shakers encontram um hacker que montou seu novo jogo Nasty Goats (Cabra desagradável), on-line antes que fosse lançado. Eles acham que o hacker vive no Alasca e dar um pulo lá. Eles encontram um rapaz chamado Lance tem invadido o site e ele não vai levá-la para baixo se apanharem um encontro para comer macarrão e queijo com apresentadora local, Sophia Sanchez. Os Game Shakers levá-lo à estação de notícias e Sophia e duplo G flerte. Double G então pousa uma entrevista sobre a notícia e promove cabras desagradável. Eles pedem Sophia para ter um encontro com o Lance e comer macarrão com queijo e ela concorda. Seus planos são frustrados quando Sophia tem que ir o relatório em uma tempestade de neve. Em seguida, quebram vidros do Lance e passar Babe como Sophia, que Lance não podemos ver sem os óculos. Os óculos são então fixos e percebe que é amor. Kenzie então consegue fazer Lance para derrubar o jogo de "Cabras desagradável". Estrelas de convidado: Shel Bailey como Ruthless, Bowen Hilty como Sophia Sanchez, Bubba Ganter como coelhinha, Elisha Henig como Lance, Annie O'Donnell como Nanners |       |                                                                                           |               |                                        |                                                                       |                    |                        |
| 18 | 18    | "Falsa Doença de Babe (BR)" "Babe's Fake Disease"                                         | Steve Hoefer  | Dan Schneider Sean Gill Jana Petrosini | 27 de fevereiro de 2016 13 de maio de 2016 14 de setembro de 2016     | 119                | 1,44                   |
| Kenzie leva Babe para seu jantar de clube codificação no Fooders e Babe se apaixona por Scott mestre de codificação. Eles então flertar e leva-lhes a começar a namorar. Eles vão em um encontro na noite seguinte, e Babe vê que ele não é o tipo dela. Ela remonta ao jogo Shakers, onde, depois de um app previu que Triplo G vai careca quando ele for mais velho, os meninos estão dando-lhe um tratamento para certificar-se que não aconteça. Gata descobre que Scott transferiu para sua aula de ciências para estar mais com ela e quer fingir uma doença para ele vai terminar com ela. No dia seguinte, Babe adormece nas aulas e Kenzie diz-lhes para não acordá-la, porque ela tem "Distúrbio de violência sono", onde se alguém com isto fica acordado, eles vão começar a violência de sono. Scott acordá-la, e ela atira-o para o chão e lança Kenzie fora da janela da sala de aula. Eles então se separaram depois Babe quebra clavícula de Scott. |       |                                                                                           |               |                                        |                                                                       |                    |                        |
| 19 | 19    | "A Difamação (BR)" "The Diss Track"                                                       | Steve Hoefer  | Dan Schneider Richard Goodman          | 5 de março de 2016 11 de maio de 2016 12 de setembro de 2016          | 117                | 1,41                   |
| Double G descobre que seu rival Big vicioso lançou uma faixa de diss em direção a ele. Isso faz com que o duplo G retaliar com o seu próprio diss track, liderando grande vicioso para vir para o Brooklyn para se vingar de dois G, mesmo depois que ele ligou sua gordura de cão com o cão também trazer trouxe. Durante este tempo, dois G é servido pela avó do coelho ao tempo quando Bunny e Ruthless ir em um cruzeiro de cara. Notas: - No Brasil, esse episódio também pode ser chamado de "Faixa Humilhante" |       |                                                                                           |               |                                        |                                                                       |                    |                        |
| 20–21 | 20–21 | "A Vingança no Tecno Festival (BR)" "Revenge at Tech Fest (2.º Especial de Game Shakers)" | Mike Caron    | Dan Schneider Jake Farrow              | 21 de maio de 2016 17 de outubro de 2016 28 de outubro de 2016        | 124/125            | 1,73                   |
| Parte 1: Os Game Shakers estão criando um novo jogo que se chama "Octopie" que o polvo tem que entregar Pizza para as pessoas de um prédio e eles fazem a amostra na Tech Fest. No laboratório Robotamus Technologies, os criadores do MeGo estão remontando ele depois que ele caiu do prédio da Game Shakers empurrado pelo Double G, mas ele destrói os criadores dele e lembra da palavra Vingança. Logo na Tech Fest, os Game Shakers descobrem duas garotas que se chamam "Code Girls". Mas o jogo levou MeGo até eles. Então Ruthless, Bunny e seus celulares são colados por MeGo com fita adesiva colorida. Então Double G é arremessado por MeGo vestido de fantasia do "Octopie" em um estilingue. Parte 2: Dub, no hospital, recebe um braço robótico. Depois, Triple G, Hudson e MeGo ficaram frente a frente e MeGo queria vingança. Quando Triple G liga para a Polícia, MeGo com o seu laser no dedo, destrói o Celular dele. Então Babe e Kenzie resgata Triple G e ele fala que MeGo foi com Hudson para Cancún México para não ser pego. Na "Tech Fest", Hudson dentro de um saco e MeGo disfarçado, eles conseguem encontrar Hudson e MeGo então eles vão explodir MeGo com a ajuda das Code Girls para explodir MeGo. No final, MeGo explode e o episódio acaba. Estrelas convidadas: Shel Bailey como Ruthless, Bubba Ganter como Bunny, Dan Gauthier como Dr. Levitz, Bob Glouberman como Dr. Kotch, Molly Jackson como Jenna e Sydney Mikayla como Shelby |       |                                                                                           |               |                                        |                                                                       |                    |                        |

## 2.ª temporada (2016–2017)
- Está temporada possui 24 episódios.
- Cree Cicchino, Madisyn Shipman, Benjamin Flores Jr., Thomas Kuc e Kel Mitchell estão presentes em todos os episódios.
- De Acordo com a Nickelodeon Brasil o título do primeiro episódio e "Coração Programado"
- No episódio "Também Somos Fãs" (17), aparece um convidado especial, Nathan Kress, fazendo o papel de si mesmo.

| # | #  | Título                                                             | Dirigido por  | Escrito por                                         | Exibição original                                                 | Código de produção | Audiência (em milhões) |
| --- | -- | ------------------------------------------------------------------ | ------------- | --------------------------------------------------- | ----------------------------------------------------------------- | ------------------ | ---------------------- |
| 22 | 1  | "Armado e Codificado (BR)" "Armed & Coded"                         | Mike Caron    | Dan Schneider Jake Farrow                           | 17 de setembro de 2016 4 de novembro de 2016 24 de junho de 2020  | 201                | 1,56                   |
| Quando Mason vai para a Game Shakers para aprender a programar, Babe fica freneticamente feliz e implora para Kenzie ensiná-lo como se faz para programar. Enquanto isso, Hudson e Triple G desafiam a beber leite de baixo, enquanto o braço direito do Double G trionic sai do controle. |    |                                                                    |               |                                                     |                                                                   |                    |                        |
| 23 | 2  | "Nível Secreto (BR)" "Secret Level"                                | Russ Reinsel  | Dan Schneider Richard Goodman                       | 24 de setembro de 2016 11 de novembro de 2016 23 de junho de 2020 | 123                | 1,57                   |
| Quando Hudson libera informações falsas sobre um nível secreto no jogo Octopie dos Game Shakers, ele é assediado por fãs de raiva. Babe usa o nível secreto para ir a um encontro com Mason. |    |                                                                    |               |                                                     |                                                                   |                    |                        |
| 24 | 3  | "O Dedo Muito Velho (BR)" "The Very Old Finger"                    | David Kendall | Dan Schneider Jake Farrow                           | 1 de outubro de 2016 18 de novembro de 2016 22 de junho de 2020   | 120                | 1,36                   |
| Os Game Shakers visitam uma exposição de múmia para obter ideias para um novo jogo que eles estão trabalhando. Hudson, acidentalmente, tira fora um dos seus dedos. Babe leva uma busca para colá-lo volta sem ser pego. |    |                                                                    |               |                                                     |                                                                   |                    |                        |
| 25 | 4  | "Buck O Rato Mágico (BR)" "Buck the Magic Rat"                     | David Kendall | Dan Schneider Richard Goodman                       | 8 de outubro de 2016 25 de novembro de 2016 22 de junho de 2020   | 121                | 1,61                   |
| Kenzie salva um rato no metrô e as crianças estão com nojo. Mas ele começa a trazer sorte e todos eles usá-lo para resolver os seus problemas. Quando o rato fica doente, Kenzie retorna para o metrô para devolvê-lo. |    |                                                                    |               |                                                     |                                                                   |                    |                        |
| 26 | 5  | "Todos Amam Bebês (BR)" "Baby Hater"                               | Steve Hoefer  | Dan Schneider Jake Farrow                           | 5 de novembro de 2016 9 de fevereiro de 2017 29 de junho de 2020  | 207                | 1,43                   |
| Os Game Shakers tentam ajudar Double G a superar o seu medo de bebês quando ele é ameaçado recentemente depois que ele anunciou a candidatura de prefeito de Nova York |    |                                                                    |               |                                                     |                                                                   |                    |                        |
| 27 | 6  | "O Contrato (BR)" "Byte Club"                                      | David Kendall | Dan Schneider Jake Farrow                           | 12 de novembro de 2016 9 de fevereiro de 2017 23 de junho de 2020 | 122                | 1,75                   |
| Quando Trip descobre que seu favorito jogador, também uma lenda de jogos, chamada ícone vai se aposentar, e os Game Shakers tentam usar o telefone de Duble G para tweetar para ele que Triple G batalhe com ele. Na viagem, ele bate ícone, pousando-lhe um acordo de patrocínio com uma empresa grande, Soba Sportsware. Quando a empresa começa a mandá-lo longe do HQ, o tempo todo, fazendo com que ele não seja capaz de trabalhar na Game Shakers, Duble G e as crianças devem ajudar Triple G a manchar sua reputação e perder seu contrato. |    |                                                                    |               |                                                     |                                                                   |                    |                        |
| 28 | 7  | "O Banco da Babe (BR)" "Babe´s Bench"                              | Adam Weissman | Dan Schneider Jake Farrow                           | 19 de novembro de 2016 6 de março de 2017 25 de junho de 2020     | 204                | 1,85                   |
| Babe compra um banco para anunciar jogo Shakers, mas os Game Shakers vão descobrir que o banco só atrai estranhos, então eles vêm com um plano para proteger o banco por vê-lo. Enquanto isso, Dougle G tenta conseguir um papel no filme "Os Três Paspalhões", apenas para descobrir que ele está dublando o personagem. Mais tarde, os Game Shakers levar o banco para seu escritório em vez de deixá-lo lá fora. |    |                                                                    |               |                                                     |                                                                   |                    |                        |
| 29 | 8  | "A Experiência com Mason (BR)" "The Mason Experience"              | Mike Caron    | Dan Schneider Richard Goodman                       | 11 de fevereiro de 2017 6 de abril de 2017 26 de junho de 2020    | 205                | 1,63                   |
| Babe desenvolve uma versão virtual de Mason, mas a experiência é diferente. |    |                                                                    |               |                                                     |                                                                   |                    |                        |
| 30 | 9  | "Um Jogo Difícil (BR)" "Bunger Games"                              | Steve Hoefer  | Dan Schneider Richard Goodman                       | 18 de fevereiro de 2017 20 de março de 2017 24 de junho de 2020   | 202                | 1,43                   |
| Quando a estrela pop Kayla Batch contrata a Game Shakers para fazer um jogo de estilo de vida, ela convida Babe para se juntar a seu esquadrão de elite enquanto Kenzie é deixada de lado e fica com ciúmes. |    |                                                                    |               |                                                     |                                                                   |                    |                        |
| 31 | 10 | "Chuveiro do Casamento do Destino (BR)" "Wedding Shower of Doom"   | David Kendall | Dan Schneider Sean Gill & Jana Petrosini            | 25 de fevereiro de 2017 13 de março de 2017 25 de junho de 2020   | 203                | 1,51                   |
| Quando o irmão do Dub aparece na Game Shakers e convida a todos exceto Dub ao seu casamento, as crianças convencer-lhe para trazer seu irmão para o casamento, prometendo tornar Dub comportar-se no evento. |    |                                                                    |               |                                                     |                                                                   |                    |                        |
| 32 | 11 | "Ursos, Traseiras e Lasers (BR)" "Bear Butt Laser Runner"          | Nathan Kress  | Dan Schneider Richard Goodman                       | 4 de março de 2017 13 de abril de 2017 29 de junho de 2020        | 208                | 1,41                   |
| Depois de saber que a mesma ideia de jogo estão prestes a lançar a um cliente já foi lançado por outra empresa, os Game Shakers tem vinte minutos para inventar um novo jogo. |    |                                                                    |               |                                                     |                                                                   |                    |                        |
| 33 | 12 | "Pane no Sistema (BR)" "Air TnP"                                   | Russ Reinsel  | Dan Schneider Sean Gill & Jana Petrosini            | 18 de março de 2017 20 de novembro de 2017 1 de julho de 2020     | 212                | 1,33                   |
| Após a Game Shakers entrarem em um de compartilhamento de banheiro, um dos seus clientes sabota seu novo jogo com um vírus, e os Game Shakers vão ter que descobrir uma maneira de desfazer o dano. |    |                                                                    |               |                                                     |                                                                   |                    |                        |
| 34 | 13 | "Lhama Lhama Cospe Cospe (BR)" "Llama Llama Spit Spit"             | Mike Caron    | Dan Schneider Sean Gill & Jana Petrosini            | 25 de março de 2017 18 de setembro de 2017 26 de junho de 2020    | 206                | 1,53                   |
| Depois que os Game Shakers são expulsos do Fooders para dar espaço a um cliente que possui sua foto anexada na parede, Babe tenta usar todos os meios necessários para fazer com que o grupo também receba tratamento especial no restaurante. |    |                                                                    |               |                                                     |                                                                   |                    |                        |
| 35 | 14 | "A Grande Parceria, Parte 1 (BR)" "Clam Shakers, Part 1"           | Steve Hoefer  | Dan Schneider Sean Gill & Jana Petrosini            | 6 de maio de 2017 14 de setembro de 2017 7 de julho de 2020       | 219                | 1,39                   |
| Os Games Shakers fazem uma parceria de 10 milhões de dólares com o famoso restaurante 'Clam Jumpers'. Os Shakers fazem uma modificação no jogo Lhama Lhama Spit Spit, acrescentando um novo personagem para promover o restaurante Clam Jumpers. |    |                                                                    |               |                                                     |                                                                   |                    |                        |
| 36 | 15 | "A Grande Parceria, Parte 2 (BR)" "Clam Shakers, Part 2"           | Adam Weissman | Dan Schneider Jake Farrow                           | 13 de maio de 2017 14 de setembro de 2017 7 de julho de 2020      | 220                | 1,23                   |
| Mas os Shakers quebram o telão, e o vídeo de Double G vaza na web, o vídeo que vazou mostra do Double G comendo o hambúrguer do Clam Jumpers no chão porque ele é viciado nas comidas do Clam Jumpers, depois de viralizar, o Clam Jumpers vira um sucesso! |    |                                                                    |               |                                                     |                                                                   |                    |                        |
| 37 | 16 | "Roupas Voadoras e Botas a Jato (BR)" "Wing Suits & Rocket Boots"  | Nathan Kress  | Dan Schneider Sean Gill & Jana Petrosini            | 20 de maio de 2017 21 de novembro de 2017 3 de julho de 2020      | 215                | 1,40                   |
| Os Game Shakers transmitem ao vivo Hudson jogando para promover seus jogos, mas as coisas saem rapidamente de controle quando Hudson calça as botas a jato de Double G por diversão. |    |                                                                    |               |                                                     |                                                                   |                    |                        |
| 38 | 17 | "Também Somos Fãs (BR)" "Game Shippers"                            | Nathan Kress  | Dan Schneider Richard Goodman                       | 9 de setembro de 2017 7 de dezembro de 2017 1 de julho de 2020    | 211                | 1,10                   |
| Babe e Kenzie estão assistindo uma maratona iCarly, enquanto Triple G e Hudson estão trabalhando em um novo jogo para Game Shakers. Irritado por Babe e Kenzie não se concentrarem no jogo, o Triple G os confronta, mas acaba sendo atraído para a maratona. Eventualmente, Hudson, Double G, Ruthless e Bunny estão assistindo a maratona também e todos esquecem suas prioridades, como o Double G faltando um show que ele havia agendado. Babe e Kenzie acabam ficando acordados a noite toda assistindo a maratona enquanto todos ficam adormecidos. Quando a manhã chega, os Game Shakers quer descobrir se Freddie estava apaixonado por Carly ou Sam, mas um argumento explode; Babe acredita que foi Carly, enquanto Kenzie acredita que era Sam. Triple G descobre que Nathan Kress, que interpretou Freddie, fica no Four Stevens Hotel em Nova York. Babe e Kenzie estão determinados a resolver seu argumento ao conhecer o ator em seu quarto de hotel, mas quando eles não conseguem superar a recepção, Triple G disfarça Hudson como Nathan para obter a chave do quarto. Enquanto ele começa o Game Shakers no quarto de Nathan, Nathan os pega e está no telefone com segurança. Os Game Shakers persuadi-lo a não jogá-los fora, em seguida, colocar a questão sobre quem Freddie estava apaixonado. Como Nathan apenas retratou o personagem, ele é incapaz de dar-lhes uma resposta, levando-os a pedir sua opinião pessoal sobre o assunto em vez disso. Isso também não responde, pois o Double G tenta sem sucesso sua própria maneira de entrar no quarto de hotel de Nathan, seguido de uma segurança que escolhe a gangue inteira. Estrela convidada especial: Nathan Kress como ele mesmo. Estrelas convidadas: Shel Bailey como Ruthless, Bubba Ganter como Bunny |    |                                                                    |               |                                                     |                                                                   |                    |                        |
| 39 | 18 | "Aquele da Cafeteria (BR)" "The One With The Coffee Shop"          | David Kendall | Dan Schneider Sean Gill e Jana Petrosini            | 16 de setembro de 2017 22 de novembro de 2017 30 de junho de 2020 | 209                | 1,23                   |
| Babe e Kenzie estão esperando uma matéria sobre a empresa Game Shakers, mas ao ler a matéria, Kenzie fica com raiva da matéria por apenas falar de Babe, e isso faz com que elas se afastem uma da outra. |    |                                                                    |               |                                                     |                                                                   |                    |                        |
| 40 | 19 | "A Caçadora (BR)" "The Trip Trap"                                  | Adam Weissman | Dan Schneider Alejandro Bien-Willner e Danny Warren | 23 de setembro de 2017 24 de novembro de 2017 3 de julho de 2020  | 216                | 1,65                   |
| Babe e Kenzie começam a desconfiar da nova namorada de Trip. Então, ambas ficam determinadas a descobrir se ela o está usando somente para se aproximar de Double G. |    |                                                                    |               |                                                     |                                                                   |                    |                        |
| 41 | 20 | "A Troca (BR)" "The Switch"                                        | Steve Hoefes  | Dan Schneider Richard Goodman                       | 30 de setembro de 2017 23 de novembro de 2017 6 de julho de 2020  | 218                | 1,35                   |
| Após um erro de Bunny, Double GG tem a ideia de trocá-lo por Hudson por algum tempo, mas resulta que Dougle GG quer permanentemente Hudson como seu assistente. |    |                                                                    |               |                                                     |                                                                   |                    |                        |
| 42 | 21 | "Crianças Dançando, Porcos Voando (BR)" "Dancing Kids, Flying Pig" | Adam Weissman | Dan Schneider Jake Farrow                           | 7 de outubro de 2017 24 de janeiro de 2018 2 de julho de 2020     | 213                | 1,35                   |
| Com o objetivo de terminar seu novo jogo de dança, os Game Shakers utilizam trajes para a detecção de movimentos, ao mesmo tempo em que ajudam Double G a lidar com a perda de seu porquinho de estimação. |    |                                                                    |               |                                                     |                                                                   |                    |                        |
| 43 | 22 | "Guerra de Pêssegos (BR)" "War and Peach"                          | Russ Reinsel  | Dan Schneider Richard Goodman                       | 14 de outubro de 2017 23 de janeiro de 2018 2 de julho de 2020    | 214                | 1,13                   |
| Em uma tentativa de conhecer melhor os membros da equipe e aumentar a produtividade da empresa, Babe e Kenzie organizam um off site dentro da Game Shakers. |    |                                                                    |               |                                                     |                                                                   |                    |                        |
| 44 | 23 | "Jogos de Espionagem (BR)" "Spy Games"                             | David Kendall | Dan Schneider Jake Farrow                           | 21 de outubro de 2017 25 de janeiro de 2018 6 de julho de 2020    | 217                | 1,16                   |
| Quando Kenzie instala câmeras de segurança em Game Shakers, Babe e Trip resolvem lhe ensinar uma lição sobre espionar as pessoas. |    |                                                                    |               |                                                     |                                                                   |                    |                        |
| 45 | 24 | "Uma Quedinha pela Babe (BR)" "Babe Gets Crushed"                  | Steve Hoefer  | Dan Schneider Jake Farrow                           | 4 de novembro de 2017 22 de janeiro de 2018 30 de junho de 2020   | 210                | 1,38                   |
| Depois que Trip pede a Babe conselhos românticos para um suposto amigo, ela tenta evitar uma situação embaraçosa no trabalho, pois suspeita que Trip está apaixonado por ela. |    |                                                                    |               |                                                     |                                                                   |                    |                        |

## 3.ª temporada (2018–2019)
- Está temporada possui 18 episódios, segundo informações da Nickelodeon no dia 16 de novembro de 2016.[44]
- Cree Cicchino, Madisyn Shipman, Benjamin Flores Jr., Thomas Kuc e Kel Mitchell estão presentes em todos os episódios.
- Jace Norman volta como Henry Hart no episódio Babe Loves Danger, como uma suposta continuação amorosa de Danger Games, e faz uma ponta em He's Back.
- A Nickelodeon demite Dan Schneider e confirma que a série foi cancelada, sendo assim, a última temporada.

| # | #  | Título                                                    | Dirigido por    | Escrito por                                         | Exibição original                                               | Código de produção | Audiência (em milhões) |
| --- | -- | --------------------------------------------------------- | --------------- | --------------------------------------------------- | --------------------------------------------------------------- | ------------------ | ---------------------- |
| 46 | 1  | "Babe Ama Danger (BR)" "Babe Loves Danger"                | Steve Hoefer    | Dan Schneider Richard Goodman                       | 10 de fevereiro de 2018 28 de junho de 2018 23 de julho de 2020 | 308                | 1,47                   |
| Quando Babe descobre que Henry Hart está indo à Nova York para visitá-la, ela tenta planejar o reencontro perfeito, aproveitando que a data da sua visita coincide com o Dia dos Namorados. Estrelas convidadas: Jace Norman (como Henry) Estrela Convidada: Michael D. Cohen as Schwoz.                                           |    |                                                           |                 |                                                     |                                                                 |                    |                        |
| 47 | 2  | "Lumples (BR)" "Lumples"                                  | Adam Weissman   | Dan Schneider Jake Farrow                           | 18 de fevereiro de 2018 14 de junho de 2018 20 de julho de 2020 | 301                | 0,80                   |
| Uma empresa contrata os Game Shakers para desenvolverem um jogo baseado em seu mais novo brinquedo, Lumple. No entanto, eles não têm permissão para ver o objeto até o seu lançamento nas lojas. |    |                                                           |                 |                                                     |                                                                 |                    |                        |
| 48 | 3  | "A Garota Do Metrô (BR)" "Subway Girl"                    | David Kendall   | Dan Schneider Richard Goodman                       | 25 de fevereiro de 2018 14 de junho de 2018 20 de julho de 2020 | 302                | 0,83                   |
| Quando um vídeo de Babe dançando uma música de Double G no metrô acaba viralizando na internet, Dub a desafia para uma batalha de dança, a fim de provar que ele é o melhor dançarino de todos os tempos. |    |                                                           |                 |                                                     |                                                                 |                    |                        |
| 49 | 4  | "Snackpot, a Máquina! (BR)" "Snackpot!"                   | Adam Weissman   | Dan Schneider Sean Gill & Jana Petrosini            | 4 de março de 2018 21 de junho de 2018 21 de julho de 2020      | 303                | 0,84                   |
| Hudson e Trip abrem uma snackpot no metrô e Dup rapidamente fica obcecado por conseguir um dos produtos que são distribuídos aleatoriamente por ela. Enquanto isso, Babe e Kenzie tentam mostrar as Fangs uma nova maneira de levar a vida. Estrelas convidadas: Kylee Brown como Tosh, Remi Deupree como Crystal.                 |    |                                                           |                 |                                                     |                                                                 |                    |                        |
| 50 | 5  | "Babe & a Rapaziada (BR)" "Babe & the Boys"               | Steve Hoefer    | Dan Schneider Jake Farrow                           | 11 de março de 2018 21 de junho de 2018 22 de julho de 2020     | 305                | 0,84                   |
| Quando Babe fica arrasada ao descobrir que Mason Kendall começou a namorar uma garota da Flórida, Kenzie cria um aplicativo de namoro para ajudá-la a conhecer outros garotos. Estrelas convidadas: Joshua Bassett como Brock, Josh Levi como Rick, Kurt Tocci como Agachamento.                                                   |    |                                                           |                 |                                                     |                                                                 |                    |                        |
| 51 | 6  | "Fuja de Utah (BR)" "Escape from Utah!"                   | Nathan Kress    | Dan Schneider Jana Petrosini                        | 1 de abril de 2018 28 de junho de 2018 22 de julho de 2020      | 306                | 0,54                   |
| Depois que Dub manda Trip para o Campo de Cativos, um centro de reabilitação para garotos com mau comportamento, Babe e Kenzie viajam até Utah para resgatá-lo. Estrelas convidadas: Jennifer Marshall como Marlene, Tom Plumley como Thatcher.                                                                                    |    |                                                           |                 |                                                     |                                                                 |                    |                        |
| 52 | 7  | "O Cabeção Feio (BR)" "Super Ugly Head"                   | Mike Caron      | Dan Schneider Richard Goodman                       | 8 de abril de 2018 1 de outubro de 2018 21 de julho de 2020     | 304                | 0,76                   |
| Quando Dub, propositalmente, derruba a sua própria estátua homenageada, Kenzie fica dividida entre contar toda a verdade para polícia e esconder o segredo para proteger o seu amigo. |    |                                                           |                 |                                                     |                                                                 |                    |                        |
| 53 | 8  | "Terapia Snoop (BR)" "Snoop Therapy"                      | Harry Matheu    | Dan Schneider & Jake Farrow                         | 30 de março de 2019 12 de março de 2019 24 de julho de 2020     | 310                | 0,73                   |
| Quando os Game Shakers acabam percebendo que estão estressados, e consequentemente, que não estão se dando nada bem como colegas de trabalho, eles resolvem visitar o terapeuta particular de Double G, de forma que ele ajude a proporcionar a melhoria da convivência na empresa. Estrelas Convidadas: Snoop Dog como ele mesmo. |    |                                                           |                 |                                                     |                                                                 |                    |                        |
| 54 | 9  | "Bananas Quentes (BR)" "Hot Bananas"                      | Russ Reinsel    | Dan Schneider Jake Farrow                           | 6 de abril de 2019 11 de março de 2019 23 de julho de 2020      | 307                | 0,74                   |
| Quando um novo gamer começa a agir como hater nas redes sociais de Triple G, Babe o incentiva a desafiar o garoto para uma partida de videogame, que irá decidir de uma vez por todas quem é o melhor jogador. Mas Trip fica arrasado quando perde a batalha de Guitar Star para uma criança de sete anos.                         |    |                                                           |                 |                                                     |                                                                 |                    |                        |
| 55 | 10 | "O Musical (BR)" "Flavor City"                            | Steve Hoefer    | Dan Schneider, Sean Gill Jana Petrosini             | 13 de abril de 2019 6 de junho de 2019 24 de julho de 2020      | 309                | 0,89                   |
| Double G ganha ingressos VIP para a apresentação "Flavor City" Mas acabam todos sendo expulsos de lá. |    |                                                           |                 |                                                     |                                                                 |                    |                        |
| 56 | 11 | "O Parque Aquático (BR)" "Wet Willy's Wild Water Park"    | Steve Hoefer    | Dan Schneider & Richard Goodman                     | 20 de abril de 2019 13 de março de 2019 27 de julho de 2020     | 311                | 0,85                   |
| Os Game Shakers vão ao Parque Aquático Wet Willy em seu último dia de funcionamento para tentar quebrar o recorde de velocidade em um tobogã extremamente perigoso, o Big Ripper. Mas o objetivo do grupo ameaça não se cumprir quando Trip acaba se machucando e Kenzie fica com medo de descer pelo brinquedo.                   |    |                                                           |                 |                                                     |                                                                 |                    |                        |
| 57 | 12 | "Casa de Boneca de Demolição (BR)" "Demolition Dollhouse" | Adam Weissman   | Dan Schneider, Sean Gill Jana Petrosini             | 27 de abril de 2019 14 de março de 2019 27 de julho de 2020     | 312                | 0,64                   |
| Babe e Kenzie tentam localizar um belo garoto que acenou para Kenzie no metrô, enquanto Hudson e Trip só se interessam por uma casa de bonecas. |    |                                                           |                 |                                                     |                                                                 |                    |                        |
| 58 | 13 | "A Fome Insaciável (BR)" "Hungry Hungry Hypno"            | Adam Weissman   | Dan Schneider Jake Farrow                           | 4 de maio de 2019 15 de março de 2019 28 de julho de 2020       | 313                | 0,72                   |
| É o aniversário de Kenzie, e como presente, os Game Shakers a levam para assistir uma apresentação ao vivo do Dr. Cortex, um famoso hipnotizador. Mas quando Cortex hipnotiza Kenzie, fazendo-a sentir muita fome, apenas um beijo de Hudson se torna capaz de resolver o problema.                                                |    |                                                           |                 |                                                     |                                                                 |                    |                        |
| 59 | 14 | "Má Notícia Urgente (BR)" "Breaking Bad News"             | Steve Hoefer    | Dan Schneider & Richard Goodman                     | 11 de maio de 2019 13 de junho de 2019 28 de julho de 2020      | 314                | 0,68                   |
| Os Game Shakers precisam descobrir como dar a notícia ao Dub de que eles quebraram sua nova e caríssima televisão de 2 milhões de dólares. |    |                                                           |                 |                                                     |                                                                 |                    |                        |
| 60 | 15 | "O Bicho Vai Pegar (BR)" "Bug Tussle"                     | David Kendall   | Dan Schneider, Sean Gill Jana Petrosini             | 25 de maio de 2019 20 de junho de 2019 29 de julho de 2020      | 315                | 0,65                   |
| Depois que Dub vai para Vegas e deixa Trip para trás, os Game Shakers levam Trip para o incrível apartamento de Dub para que ele possa se divertir jogando O Bicho vai Pegar só que a Babe está tentando paquerar, a Kenzie com sua doninha e o Hudson só no teclado, e todos acabam deixando Trip sozinho.                        |    |                                                           |                 |                                                     |                                                                 |                    |                        |
| 61 | 16 | "Por quê Tonya? (BR)" "Why Tonya?"                        | Mike Caron      | Dan Schneider & Jake Farrow                         | 25 de maio de 2019 11 de julho de 2019 30 de julho de 2020      | 318                | 0,58                   |
| Os Game Shakers são abordados por uma grande fã de um de seus jogos exigindo que Kenzie faça algumas modificações, pois não aguenta mais jogar um jogo que nunca termina. |    |                                                           |                 |                                                     |                                                                 |                    |                        |
| 62 | 17 | "Boy Band Nariz de Gato (BR)" "Boy Band Cat Nose"         | Peter Filsinger | Dan Schneider & Jake Farrow                         | 1 de junho de 2019 27 de junho de 2019 29 de julho de 2020      | 316                | 0,70                   |
| Dub recomenda que Kenzie vá um excêntrico cirurgião plastico de animais para consertar as narinas do gato dela Valentine. Enquanto isso, Trip tenta fazer Hudson entrar para uma Boy Band. |    |                                                           |                 |                                                     |                                                                 |                    |                        |
| 63 | 18 | "Ele Voltou (BR)" "He's Back"                             | Steve Hoefer    | Dan Schneider & Danny Warren Alejandro Bien-Willner | 8 de junho de 2019 4 de julho de 2019 30 de julho de 2020       | 317                | 0,56                   |
| Babe precisa fazer uma escolha quando vários homens do seu passado querem namorar com ela. Estrelas Convidadas: Jace Norman como Henry |    |                                                           |                 |                                                     |                                                                 |                    |                        |